# Лундберг, Евгений Германович
Евге́ний Ге́рманович Лу́ндберг (1883, Таурогген, Ковенская губерния — 1965, Москва) — русский советский писатель, переводчик, критик.

## Биография
Родился в Тауроггене Ковенской губернии, в семье офицера Пограничной стражи с шведскими корнями. Мать была полькой. В 14 лет остался сиротой.
В 1900 году окончил Виленское реальное училище. Учился недолго в Русской высшей школе общественных наук в Париже.
Печататься начал в 1901 году (очерки в газете «Крымский курьер»). С 1903 года сотрудничал с журналами: «Новый путь», «Журнал для всех», «Русская мысль» и других.
В 1905 году был близок к революционному «Христианскому братству борьбы», распространял его программу. Подвергался арестам за странничество по России, отказ от воинской повинности и др. В 1909 году был заключен в Петропавловскую крепость, где провел около полугода.
С 1910 года жил за границей, в Болгарии, Швейцарии. Друг и последователь Льва Шестова. В 1911—1913 годах по совету Шестова и с его денежной помощью слушал в Женевском (один семестр) и Йенском (три семестра) университетах лекции по философии, теологии, истории искусств.
В 1914 году вернулся в Россию. Возглавил литературный отдел журнала «Современник».
В 1916 году был приглашен Борисом Збарским составить ему компанию, «в глуши», во Всеволодо-Вильве, Пермской губернии. С четой Збарских, почти ровесников, он успел познакомиться и подружиться ещё в Швейцарии. Евгений Германович не только согласился приехать сам, во Всеволодо-Вильву он пригласил с собой молодого поэта Бориса Пастернака.
В 1917 редактировал в Новороссийске газету «Свободная Россия», затем вернулся в Петроград, а потом в Москву, служил в Наркомпросе.
В 1920—1924 годах жил в Берлине, где организовал берлинский отдел Госиздата и Гостехиздата, левонародническое издательство «Скифы». Вернулся в СССР в 1924 году. Вместе с женой занимался переводом, редактированием и изданием произведений грузинских классиков.
Скончался 30 ноября 1965 года в Москве. Похоронен на Новодевичьем кладбище (Новая территория, Колумбарий, секция 121).

## Семья
Был женат на Елене Давыдовне Гогоберидзе и прожил с ней до конца жизни

## Сочинения
- Рассказы, Киев, 1909;
- Мои скитания, Рассказы, Киев, 1909;
- Мережковский и его новое христианство, СПБ, 1914;
- Записки писателя (1917—1920), том I, Берлин, 1922;
- От вечного к преходящему, Сб. статей, Берлин, 1923;
- Ленин и легенда, 1924 (вышло на нескольких яз.);
- Записки писателя, 2 тт., изд. Ленинградского т-ва писателей, Л., 1930.
- Кремень и кость. Повесть. — М-Л: Молодая гвардия, 1931.
- Крутецкий А., Лундберг Е. Зодчий Андрей Никифорович Воронихин. Материалы к биографии. Свердловск Свердловск. обл. изд-во 1937.
- Важа-Пшавела. — 3-е издание. — Тбилиси, 1959.